# Nefis første bog
1. Nefi er den første bog i Mormons Bog, den skildrer beretninger fra den påståede profet Nefi. Kort fortalt fortæller bogen, om Nefi og hans jødiske families rejse fra Jerusalem til Amerika. Familien har et nært forhold til Gud, som giver dem et kompas (Liahona), som viser dem, hvor de skal gå hen. Når de ikke følger Gud, virker kompasset ikke. Da de når Amerika, splittes de i to grupper, hvor den ene gruppe, nefiterne, tilbeder Gud og den anden gruppe, lamaniterne, bliver ugudelige. Bogen skulle foregå omkring 600 år før vores tidsregning. 

## Ændringer af 1. Nefi siden første udgave af Mormons Bog
Det der først springer i øjnene, er ændringen af navnet Nefi, som før 2005 var skrevet Nephi i den danske udgave af bogen. 
Siden Mormons Bog blev udgivet første gang i 1830, har der været en del ændringer i teksten, nogle ændringer blev foretaget tidligt i Joseph Smiths liv, mens andre i den engelske udgave blev foretaget så sent som i 1981. De fleste ændringer skyldtes grammatiske fejl. Men enkelte steder er rettelserne mere alvorlige. I 1. Nefi er Jesus i den første udgave flere steder nævnt som værende den samme som Gud Faderen. –Dette er stik modsat Mormonkirkens lære om at Gud, Jesus og Helligånden er 3 forskellige personer. Derfor er alle disse fejl rettet i den nuværende udgave af Mormons Bog. Eksempler på at Jesus er nævnt som Gud Faderen kan findes i 1. Nefi (1830 udgaven) på fx s. 25, 26 og 32. På side 25 står der på engelsk: Behold, the virgin which thou seest, is the mother of God, after the manner of the flesh. (dansk: Se, jomfruen som du ser, er Guds mor efter kødet). I den nuværende danske version (1. Nefi 11:18) står der: Se, jomfruen, som du ser, er Guds Søns mor på kødets vis. 
En anden bemærkelsesværdig ændring var tilføjelsen af en hel sætning til 1. Nefi 20:1. I den første engelske version (1830 s. 52) står der: Hearken and hear this, O house of Jacob, which are called by the name of Israel, and are come forth out of the waters of Judah, which swear by the name of the Lord (O Jakobs hus, I, som kaldes med Israels navn og er udgået af Judas kilde, I, der sværger ved Herrens navn). Bemærk dette vers er fuldstændig identisk med Esajas’ Bog 48:1 i Bibelen.  Med tilføjelsen lyder dette vers i 1. Nefi 20:1 i den moderne udgave: Hearken and hear this, O house of Jacob, who are called by the name of Israel, and are come forth out of the waters of Judah, or out of the waters of baptism, who swear by the name of the Lord. (Det fremhævede er tilføjelsen som betyder ud af dåbens vande). Denne tilføjelse er lavet for at kunne påstå, at der blev udført dåb i det Gamle Testamente. En anden bemærkelsesværdig rettelse er ombytningen af ordet woundedness (sårethed) (fra 1830 s. 31) til blindness (blindhed)i den moderne udgave (1. Nefi 13:32). 
Disse ændringer bruges af ikke-mormoner som bevis på, at Mormons Bog er opdigtet af Joseph Smith, mens Mormonkirken kalder dem menneskelige fejl. 